# جیسون ساسر
جیسون ساسر (انگلیسی: Jason Sasser؛ زاده ۳ ژانویهٔ ۱۹۷۴) یک بازیکن بسکتبال اهل ایالات متحده آمریکا است.